# Dieter Ebner
Dieter Ebner (* 26. Juni 1940 in Linz) ist ein ehemaliger österreichischer Ruderer, der zwei Weltmeisterschaftsmedaillen gewann.
Ebner startete für den Linzer Ruderverein Ister. Bei seiner ersten Olympiateilnahme 1960 in Rom verpasste er zusammen mit Dieter Losert, Horst Kuttelwascher, Helmuth Kuttelwascher und Steuermann Wolfdietrich Traugott als Vierter seines Halbfinales den Finaleinzug im Vierer mit Steuermann um eine Sekunde. Zwei Jahre später gewannen Ebner, Losert und die Gebrüder Kuttelwascher im Vierer ohne Steuermann die Bronzemedaille bei den Ruder-Weltmeisterschaften 1962 in Luzern. Weitere zwei Jahre später erreichten Losert, Ebner, Horst Kuttelwascher und Manfred Krausbar das B-Finale bei den Olympischen Spielen in Tokio und belegten insgesamt den achten Platz.
Bei den Ruder-Europameisterschaften 1965 traten Losert und Ebner im Zweier ohne Steuermann an und erhielten die Silbermedaille hinter der dänischen Crew. Im Jahr darauf gewannen die beiden auch die Silbermedaille bei den Ruder-Weltmeisterschaften 1966 in Bled, diesmal hinter dem Boot aus der DDR. Im Finale der olympischen Ruderregatta 1968 belegten Losert und Ebner den vierten Platz hinter den Booten aus der DDR, den USA und Dänemark.